# UFC 115
UFC 115: Liddell vs. Franklin var en mixed martial arts-gala arrangerad av Ultimate Fighting Championship (UFC) i Vancouver, Kanada den 12 juni 2010. 

## Bakgrund
UFC 115 var organisationens fjärde gala i Kanada, de tre tidigare var UFC 83, UFC 97 och UFC 113. Den 17 december 2009 stiftades en lag som gjorde att MMA blev sanktionerat i delstaten British Columbia vilket möjliggjorde att galan hölls i Vancouver.
Galans huvudmatch skulle egentligen vara det tredje mötet mellan Chuck Liddell och Tito Ortiz som hade varit coacher under säsong 11 av tv-serien The Ultimate Fighter. Ortiz och Liddell möttes för första gången i april 2004 på UFC 47 där Liddell vann på knockout. De bägge möttes ytterligare en gång i en titelmatch i december 2006 på UFC 66. Då var Liddell regerande mästare i lätt tungvikt och vann även den matchen via teknisk knockout. Varje säsong av The Ultimate Fighter avslutas med att coacherna går en match mot varandra men Ortiz fick under seriens gång avböja matchen på grund av skada. Han ersattes då av Rich Franklin.

## Resultat

### Underkort
|                                                    | Mike Pyle | Weltervikt | Jesse Lennox |  |
| Segrare: submission (triangel) efter 4:44 i rond 3 |           |            |              |  |

|  | Ricardo Funch | Weltervikt                                         | Claude Patrick |  |
|  |               | Segrare: submission (giljotin) efter 1:48 i rond 2 |                |  |

|                            | James Wilks           | Weltervikt | Peter Sobotta |  |
| Segrare: enhälligt domslut | (30–27, 30–28, 30–27) |            |               |  |

|  | David Loiseau | Mellanvikt                              | Mario Miranda |  |
|  |               | Segrare: TKO (slag) efter 4:07 i rond 2 |               |  |

|  | Mac Danzig | Lättvikt                                           | Matt Wiman |  |
|  |            | Segrare: submission (giljotin) efter 1:45 i rond 1 |            |  |

|  | Tyson Griffin         | Lättvikt               | Evan Dunham |  |
|  | (27-30, 29-28, 28-29) | Segrare: delat domslut |             |  |

### Huvudkort
|                                         | Carlos Condit | Weltervikt | Rory MacDonald |  |
| Segrare: TKO (slag) efter 4:53 i rond 3 |               |            |                |  |

|                            | Ben Rothwell          | Tungvikt | Gilbert Yvel |  |
| Segrare: enhälligt domslut | (30–27, 29–28, 29–28) |          |              |  |

|  | Paulo Thiago          | Weltervikt                 | Martin Kampmann |  |
|  | (27-30, 27-30, 27-30) | Segrare: enhälligt domslut |                 |  |

|                                                            | Mirko Filipović | Tungvikt | Pat Barry |  |
| Segrare: submission (rear-naked choke) efter 4:30 i rond 3 |                 |          |           |  |

|  | Chuck Liddell | Lätt tungvikt                          | Rich Franklin |  |
|  |               | Segrare: KO (slag) efter 4:55 i rond 1 |               |  |

## Bonusar
En bonus på $85 000 delas ut till Kvällens match, Kvällens knockout samt Kvällens submission.
- Kvällens match: Carlos Condit mot Rory MacDonald
- Kvällens knockout: Rich Franklin
- Kvällens submission: Mirko Filipovic

### Webbkäll
- ”UFC 115 play by play and live results”. mmajunkie.com. Arkiverad från originalet den 27 april 2013. https://archive.today/20130427041833/http://www.mmajunkie.com/news/2010/06/ufc-115-play-by-play-and-live-results. Läst 16 januari 2011.

### Fotnoter
1. 1 2  ”UFC 115 officially draws 17,669 attendance for $4.2 million live gate”. mmajunkie.com. Arkiverad från originalet den 30 juni 2012. https://archive.is/20120630015425/http://mmajunkie.com/news/19676/ufc-115-live-gate-and-attendance-on-target-with-officials-estimates.mma. Läst 16 januari 2011.
2. ↑  ”UFC to open Canadian office in Toronto”. ufc.com. http://www.ufc.com/news/UFC-to-open-Canadian-office-in-Toronto. Läst 16 januari 2011.
3. ↑  ”Vancouver to Regulate MMA for Two-Year Testing Period”. mmafighting.com. http://www.mmafighting.com/2009/12/17/vancouver-to-regulate-mma-for-two-year-testing-period. Läst 16 januari 2011.
4. ↑  ”UFC 115 features Chuck Liddell vs. Rich Franklin, not Tito Ortiz, in headliner”. mmajunkie.com. Arkiverad från originalet den 25 maj 2012. https://archive.is/20120525132959/http://mmajunkie.com/news/18684/ufc-115-features-chuck-liddell-vs-rich-franklin-not-tito-ortiz-in-headliner.mma. Läst 16 januari 2011.
5. ↑  ”UFC 115 bonuses: Franklin, "Cro Cop," Condit and MacDonald earn $85K awards”. mmajunkie.com. Arkiverad från originalet den 25 maj 2012. https://archive.is/20120525132958/http://mmajunkie.com/news/19515/ufc-115-bonuses-franklin-cro-cop-condit-and-macdonald-earn-85k-awards.mma. Läst 16 januari 2011.